# Neoplectes
Neoplectes  (лат.) — подрод кавказских жуков рода жужелиц (Carabus), включающий 8 видов, эндемики страны Грузия.

## История изучения
Подрод Neoplectes был описан энтомологом Reitter в 1885 году, а первый вид подрода Carabus (Neoplectes) ibericus Fischer, 1823. Долгое время этот подрод включал представителей подрода Archiplectes, выделенного в 1982 году немецким энтомологом Gottwald. Интерес к сборам экземпляров и систематике группы этих жужелиц в последние десятилетия активно подогревался коллекционерами. Особенно в контексте коллекционного интереса стоит отметить Carabus (Neoplectes) martviliensis ввиду его крупных размеров, и разнообразной металлической расцветки.

## Описание
Представители подрода имеют средние и крупные размеры тела, относительно других представителей рода Carabus, низ тела чёрный, верх, металлически блестящий у самцов и более матовый у самок, окраска довольно разнообразная, даже у экземпляров одного вида, от малинового до темно-фиолетового цвета. Надкрылья уплощенные, с развитой скульптурой.

## Экология и ареал
Виды подрода обитают преимущественно в лесной зоне, начиная от 300 метров над уровнем моря, поднимаясь местами до зоны субальпийских и альпийских лугов, до высоты 2500 метров над уровнем моря. Как правило плотность популяций высокая. Питание имаго несильно специфично, в обычный рацион входят дождевые червя, иногда слизняки и мелкие улитки. Имаго активны на протяжении теплого сезона – с апреля по октябрь.
Обитают только в Закавказье на территории Грузии. Ареалы некоторых видов и подвидов подрода Neoplectes очень малы.

## Систематика
- Вид: Carabus ibericus Fischer, 1823 типовое место "Iberia", env. Surami; vall. Dzhvari.
- Вид: Carabus lafertei Chaudoir, 1846
  - Подвид: Carabus lafertei lafertei Chaudoir, 1846
  - Подвид: Carabus lafertei montreuilianus Deuve, 2014
- Вид: Carabus martviliensis Retezar & Djavelidze, 1992
  - Подвид: Carabus martviliensis martviliensis Retezar & Djavelidze, 1992
  - Подвид: Carabus martviliensis mzekalae Fominykh, Zamotajlov, Titarenko, 2019
- Вид: Carabus mellyi Chaudoir, 1846
- Вид: Carabus prunierianus Deuve, 2014
- Вид: Carabus schaudoirianus Lapouge, 1909
- Вид: Carabus szekelyi Retezar, 2011
- Вид: Carabus titarenkoi Fominykh, Zamotajlov, 2014
  - Подвид: Carabus titarenkoi titarenkoi Fominykh, Zamotajlov, 2014
  - Подвид: Carabus titarenkoi djanoliensis Fominykh, Zamotajlov, Titarenko,, 2016

Внешне виды довольно схожи между собой и достоверное определение возможно с помощью исследования структуры внутреннего мешка - Эндофаллус.
Ниже приводятся сравнительные таблицы эндофалусов всех известных видов подрода Neoplectes.